# ماجستير الدراسات الدولية
ماجستير الدراسات الدولية (بالإنجليزية: Master of International Studies)‏ هو درجة جامعية للدراسات العليا تعد الطلاب للمهن في الخدمات الحكومية، والمنظمات الحكومية الدولية، والمنظمات غير الحكومية، والشركات متعددة الجنسيات. وقد وضع لمعالجة التعقيدات المتزايدة للنظام الدولي، عن طريق الدراسة متعددة التخصصات.
وينبغي لخريجي ماجستير الدراسات الدولية أن يتحلوا بمهارات لتحليل وتقييم المناهج النظرية والموضوعية للدراسات الدولية في ما يتعلق بقضايا الحكم والصراع، والعولمة، والهجرة ووسائل الإعلام، والضرورات والأولويات الإقليمية والثقافات و المجتمعات.

## اقرأ أيضا
- علاقات دولية